# Kruis (christendom)

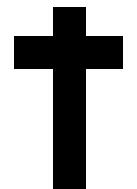
Het Latijnse kruis

Het christelijke of Latijnse kruis (†) is een kruisvorm waarvan de verticale arm langer is dan de horizontale. Dit in tegenstelling tot het Grieks kruis, dat gelijke armen heeft. Het Latijnse kruis geldt als het symbool bij uitstek van het christendom.

## Herkomst

### Het kruis in niet-christelijke beschavingen
Reeds vóór het christendom was het kruis een sacraal symbool: het zonnerad als symbool van de zon, het hakenkruis als teken van geluk; het hengselkruis als teken van leven. Vanwege de eenvoud en symmetrie van de vorm (een horizontale en een verticale balk) was het teken tevens een geliefd sierelement bij vrijwel alle oude beschavingen. Volgens de Expository Dictionary of New Testament Words zou het kruis zijn oorsprong hebben in het oude Chaldea als symbool van de god Tammuz, omdat het de vorm heeft van de Griekse letter tau, de eerste letter van zijn naam.

### Het kruis als executiewerktuig
Het Latijns kruis is echter vooral bekend als een christelijk religieus symbool. De betekenis ervan wordt afgeleid van het christelijke geloof dat Jezus door de Romeinen gekruisigd werd.

### De kruisiging van Jezus
Over de vorm van het kruis waaraan Jezus gestorven is, bestaat verschil van mening. Er zijn vier vormen van het kruis als executiemiddel bekend:
1. crux simplex: het kruis als martelpaal (I)
2. crux decussata: het Andreaskruis (X)
3. crux commissa: het tau- of Antoniuskruis (T)
4. crux immissa: het Latijns kruis (†)

In de loop der eeuwen is men de laatstgenoemde vorm steeds meer als het kruis van Jezus gaan zien. Een argument voor deze zienswijze is het feit dat Jezus volgens de Bijbel zijn kruis zelf moest dragen, waarbij men ervan uitgaat dat alleen de dwarsbalk van een Latijns kruis voor dat doel geëigend is. Een vroege voorstander van die visie was Irenaeus van Lyon. Jehova's getuigen echter geloven dat Jezus aan een paal werd geëxecuteerd. Een alternatieve visie werd naar voren gebracht door de Britse conservatieve politicus Enoch Powell, die op grond van zijn studie van de Romeinse en joodse wet stelde dat Jezus gestenigd moet zijn, de gebruikelijke straf voor godslastering. Volgens islamitische tradities stierf Isa (= Jezus) niet aan het kruis, maar werd hij in de hemel opgenomen. Aangenomen wordt dat Judas Iskariot daarop de gedaante van Isa aannam en aan het kruis stierf.

## Toepassingen van het Latijnse kruis

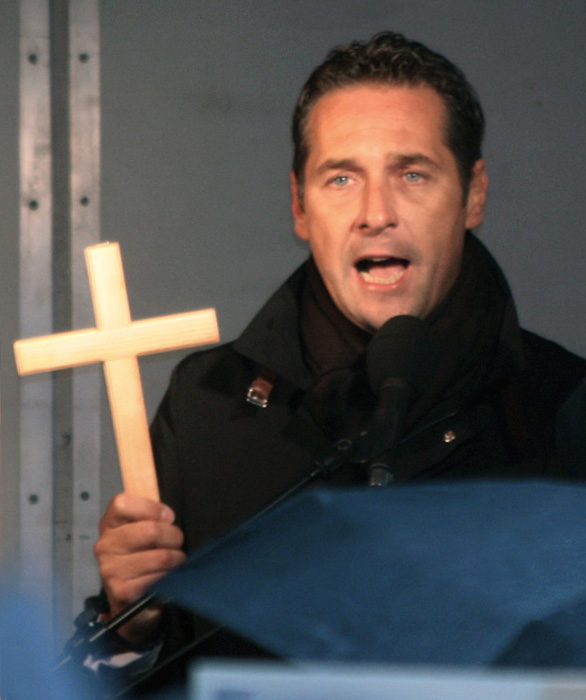
De Oostenrijkse politicus Heinz-Christian Strache agerend tegen de uitbreiding van een islamitisch cultuurcentrum in Wenen

### Symbool van het christendom
In het christendom symboliseert het kruis vooral de overwinning van Jezus over de dood, omdat hij na drie dagen verrees uit het graf. Christenen geloven dat Christus door te sterven aan het kruis Gods straf voor de zonden van de mensen op zich genomen heeft en daardoor de weg naar de hemel geëffend heeft. Het kruis symboliseert lijden, verzoening en verlossing.
Het kruis heeft in de loop der eeuwen vele toepassingen en verschijningsvormen gehad. Zo werd het kruis al vroeg als symbool afgebeeld op christelijke en dagelijkse gebruiksvoorwerpen. Vroege voorstellingen van Jezus tonen hem met een aureool met daarin een kruis (nimbuskruis). Latere afbeeldingen tonen het kruis als onderdeel van het passieverhaal. Zeer oud, waarschijnlijk daterend uit de 4e eeuw, is het gebruik van christenen om, soms met wijwater, het kruisteken te maken ("een kruis slaan"), een gebruik dat bij katholieken en orthodoxe christenen nog steeds bestaat.
Voor sommigen is het Latijnse kruis het symbool van het militante christendom. Aan dat beeld zijn vooral de middeleeuwse kruisvaarders debet, die hun kleding markeerden met grote witte of rode kruisen en daarna ten strijde trokken tegen de in hun ogen onwaardige belagers van Jeruzalem en het Heilige Land. Ze maakten daarbij nauwelijks onderscheid tussen joden, moslims en orthodoxe christenen.

### Het kruis in het vroege christendom
Tijdens de eerste eeuwen van het christendom was het kruis niet het enige symbool voor die godsdienst. Afbeeldingen van een vis (het ichtussymbool), het Christusmonogram en het alpha en omegateken komen in die tijd veel vaker voor. Een van de eerste keren dat het kruis genoemd wordt, is in het vroeg-3e-eeuwse geschrift Stromateis van Clement van Alexandrië. Daarin spreekt hij van του Κυριακου σεμειου τυπον, oftewel het symbool van de Heer. Voor niet-christenen was het onbegrijpelijk dat christenen het martelwerktuig van een vernederende dood als symbool aanvaardden. Een van de eerste afbeeldingen van de kruisiging van Jezus is een graffito (2e eeuw?) waarop een man met het hoofd van een ezel aan een kruis is te zien, aanbeden door een andere man, met de tekst "Alexamenos aanbidt zijn god".
Het kruis werd pas onder keizer Constantijn de Grote als algemeen symbool van het christendom ingevoerd, ongeveer tegelijkertijd met de afschaffing ervan als executiewerktuig. Volgens de overlevering zou de moeder van Constantijn, de Heilige Helena, omstreeks het jaar 324 een pelgrimstocht naar Jeruzalem hebben gemaakt en daar opgravingen hebben laten doen, waarbij het Heilig Kruis ontdekt zou zijn. Delen van het kruis werden door Helena geschonken aan kerken in Constantinopel en Rome; een deel bleef in Jeruzalem. Berichten uit de 4e eeuw van onder anderen Eusebius van Caesarea, Cyrillus van Jeruzalem, Ambrosius van Milaan, Socrates Scholasticus en Theodoretus van Cyrrhus bevestigen dit verhaal.

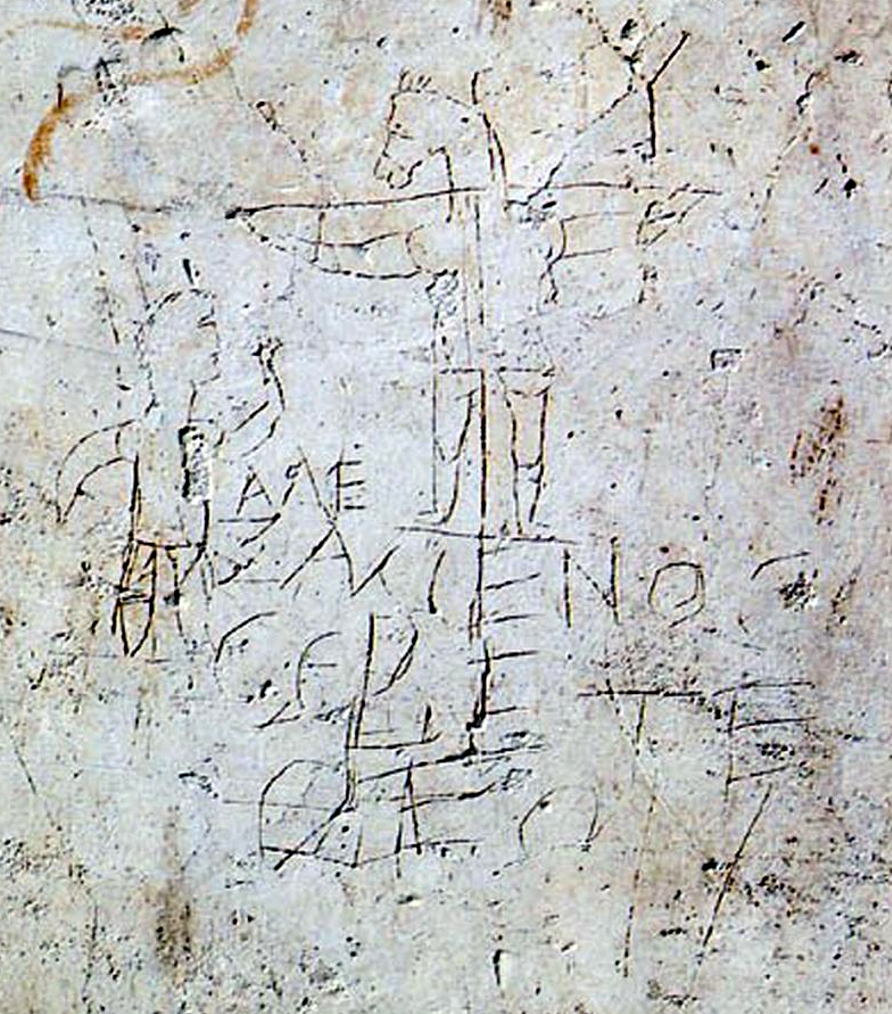
Alexamenos aanbidt zijn god, Antiquarium del Palatino, Rome (1e-3e eeuw)
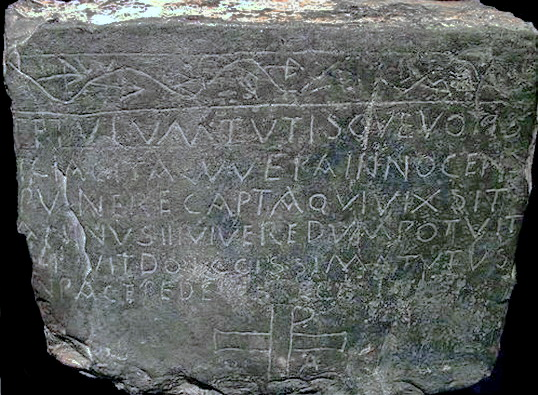
Oudste afbeelding in Nederland van een kruis op een grafsteen in Maastricht (5e/6e eeuw)
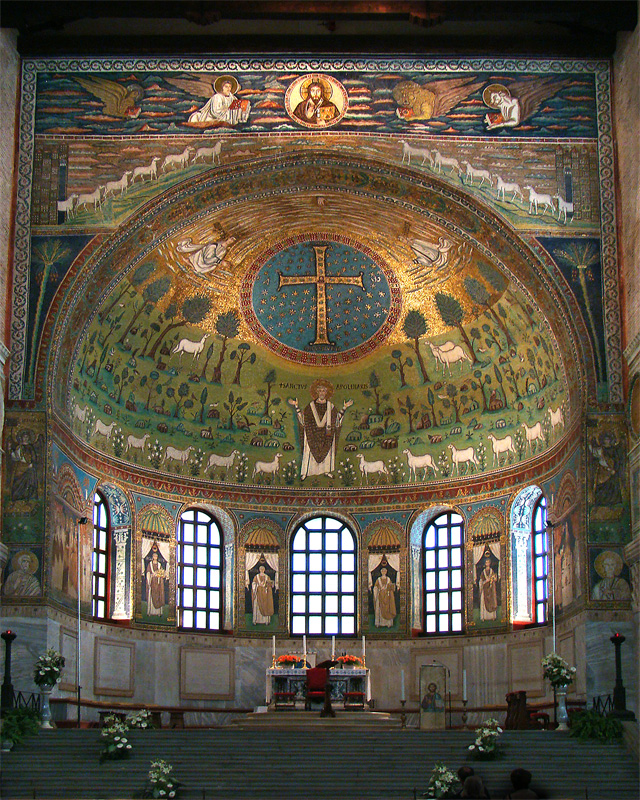
Apsis Basiliek Sant'Apollinare in Classe, Ravenna (6e eeuw)
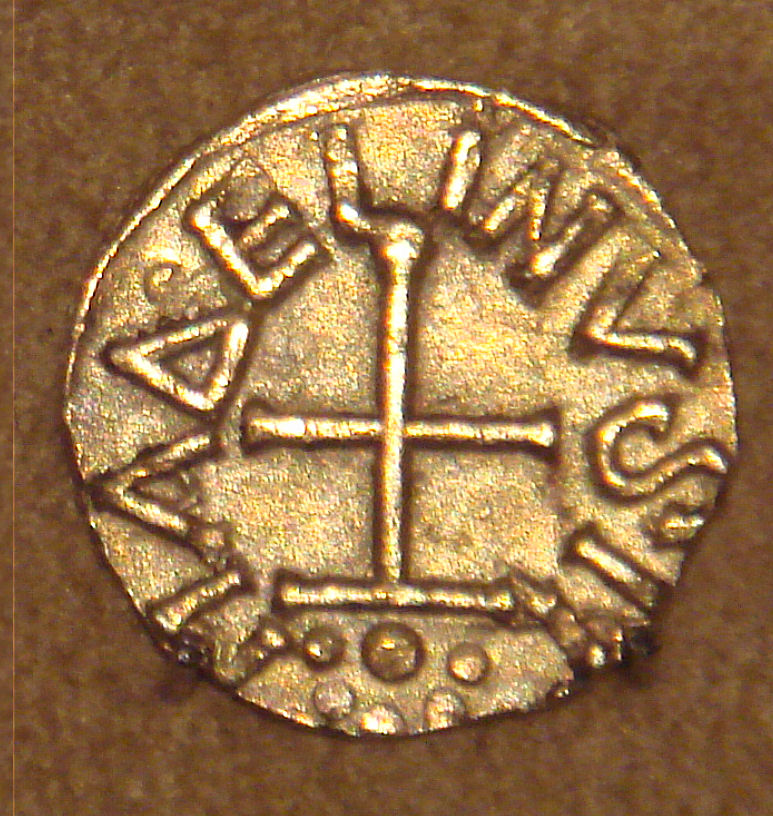
Gouden tremisse van muntmeester Madelinus, Dorestad (7e eeuw)

### Het kruis in de middeleeuwse kunst
Als gevolg van de kruistochten - en met name door de Vierde Kruistocht (1202-1204), waarbij Constantinopel werd geplunderd - raakten relikwieën van het vermeende kruis van Jezus door heel Europa verspreid. In de 16e eeuw waren er zoveel kruisrelieken, dat Erasmus zou gezegd hebben dat er genoeg van was om een schip te bouwen. Kerken die in het bezit waren van relikwieën van het Heilig Kruis waren belangrijke bedevaartsoorden voor katholieken. In het klooster van Santo Toribio de Liébana in Spanje bevindt zich naar verluidt het grootste kruisrelikwie ter wereld: de linker dwarsbalk van het Heilig Kruis, die in de 5e eeuw door de heilige Turibius van Astorga uit de Heilig Grafkerk in Jeruzalem meegenomen zou zijn.

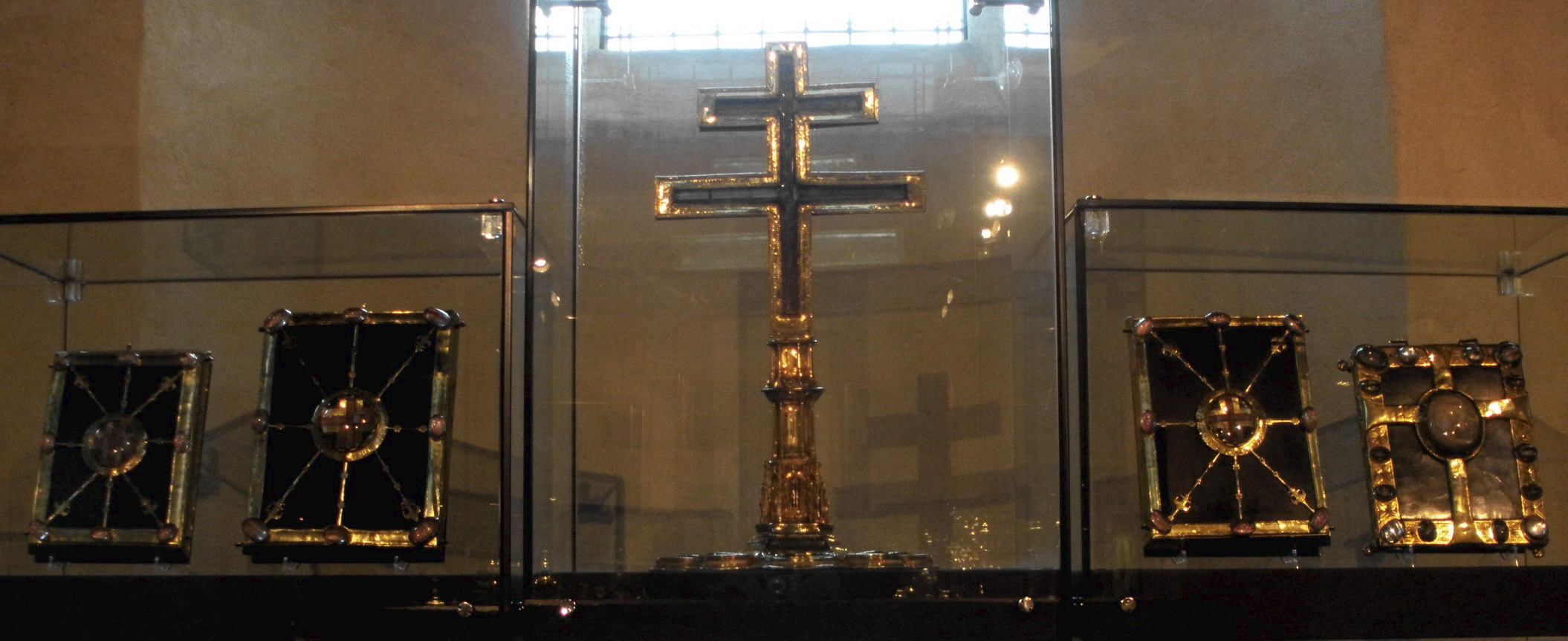
Het patriarchaalkruis en vier andere kruisreliekhouders in Maastricht

Ook de Basiliek van Onze-Lieve-Vrouw in Maastricht claimde eeuwenlang in het bezit te zijn van een van de grootste Heilig Kruisrelieken ter wereld. De vijf partikels met een totale lengte van 70 cm bevonden zich in het Byzantijns patriarchaalkruis, dat zich sinds 1838 in de schatkamer van de Sint-Pietersbasiliek in Rome bevindt. Het grootste middeleeuwse reliekenkruis in Nederland is thans het patriarchaal kruis in de Schatkamer van de Sint-Servaasbasiliek, eveneens in Maastricht. In diezelfde schatkamer bevinden zich ook het borstkruis van Sint-Servaas en diverse andere reliekhouders met kruisrelieken. De belangrijkste kruisreliekhouders in België zijn tijdens de Beeldenstorm of de Franse tijd verloren gegaan of in (buitenlandse) museumcollecties terechtgekomen. Voorbeelden zijn het Sainte-Croix triptiek (in het Grand Curtius in Luik), het Stavelot triptiek (in de Pierpont Morgan Library in New York) en de Maaslandse kruisreliekentafel in het Cleveland Museum of Art.
Beroemd zijn de met edelstenen versierde kruisen uit de Ottoonse periode (crux gemmata of gemmenkruis), zoals het kruis van Justinus II in de Vaticaanse Musea, het Engelenkruis en het Victoriekruis in de kathedraal van Oviedo, het Lothariuskruis in de schatkamer van de Dom van Aken en het Ardennenkruis in het Germanisches Museum in Neurenberg. Bijzonder zijn ook de vier gouden processiekruisen in de schatkamer van de Dom van Essen en enkele relieken- en processiekruisen in de schatkamer van de Dom van Hildesheim.
In de middeleeuwen werden soms kruisen geplaatst op plaatsen waar de heidenen vroeger hun goden aanbeden hadden, om de slechte invloed daarvan af te weren. In veel middeleeuwse steden stond een marktkruis op het centrale plein.

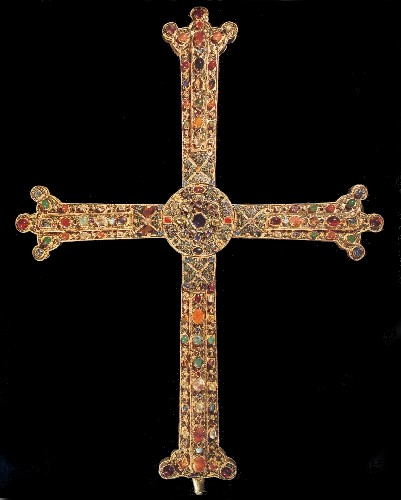
Victoriekruis, Oviedo
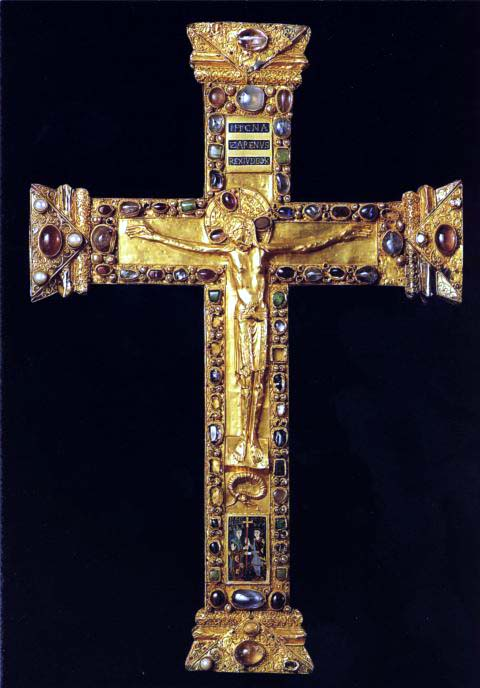
Otto-Mathilde-kruis, Essen
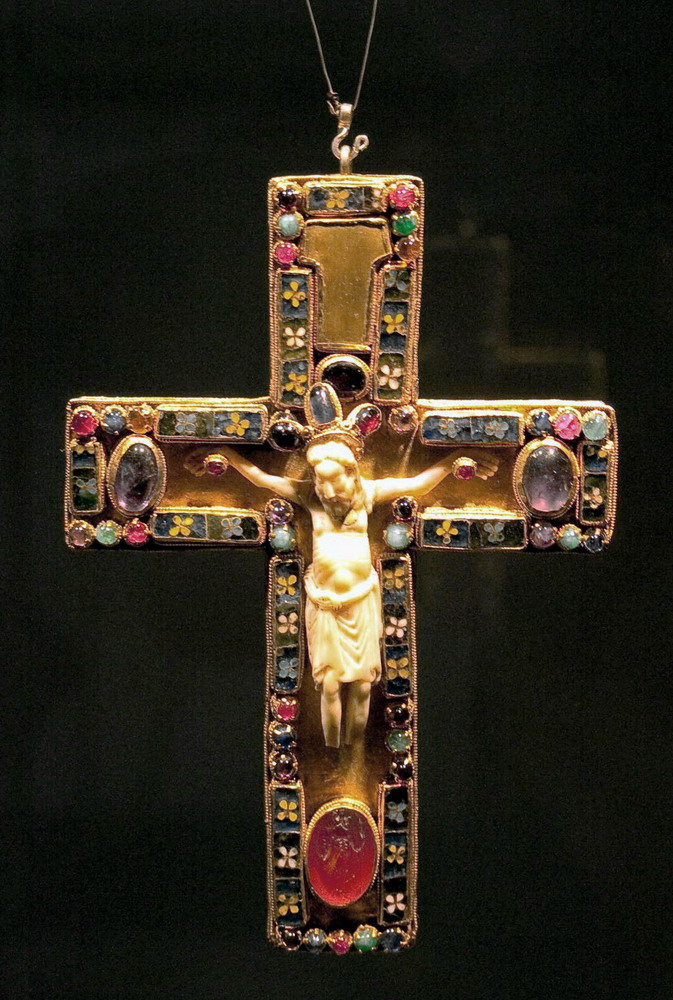
Borstkruis van Sint-Servaas, Maastricht
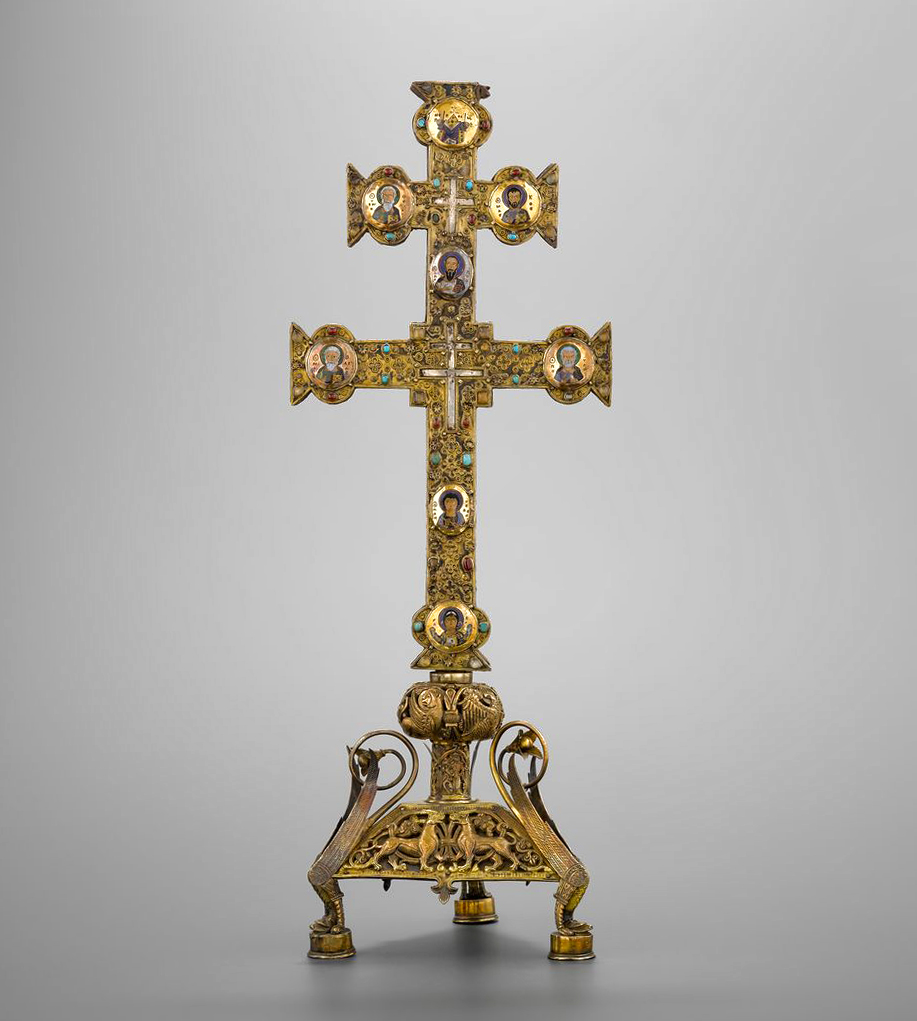
Kruis uit de kerkschat van Oignies, KBS

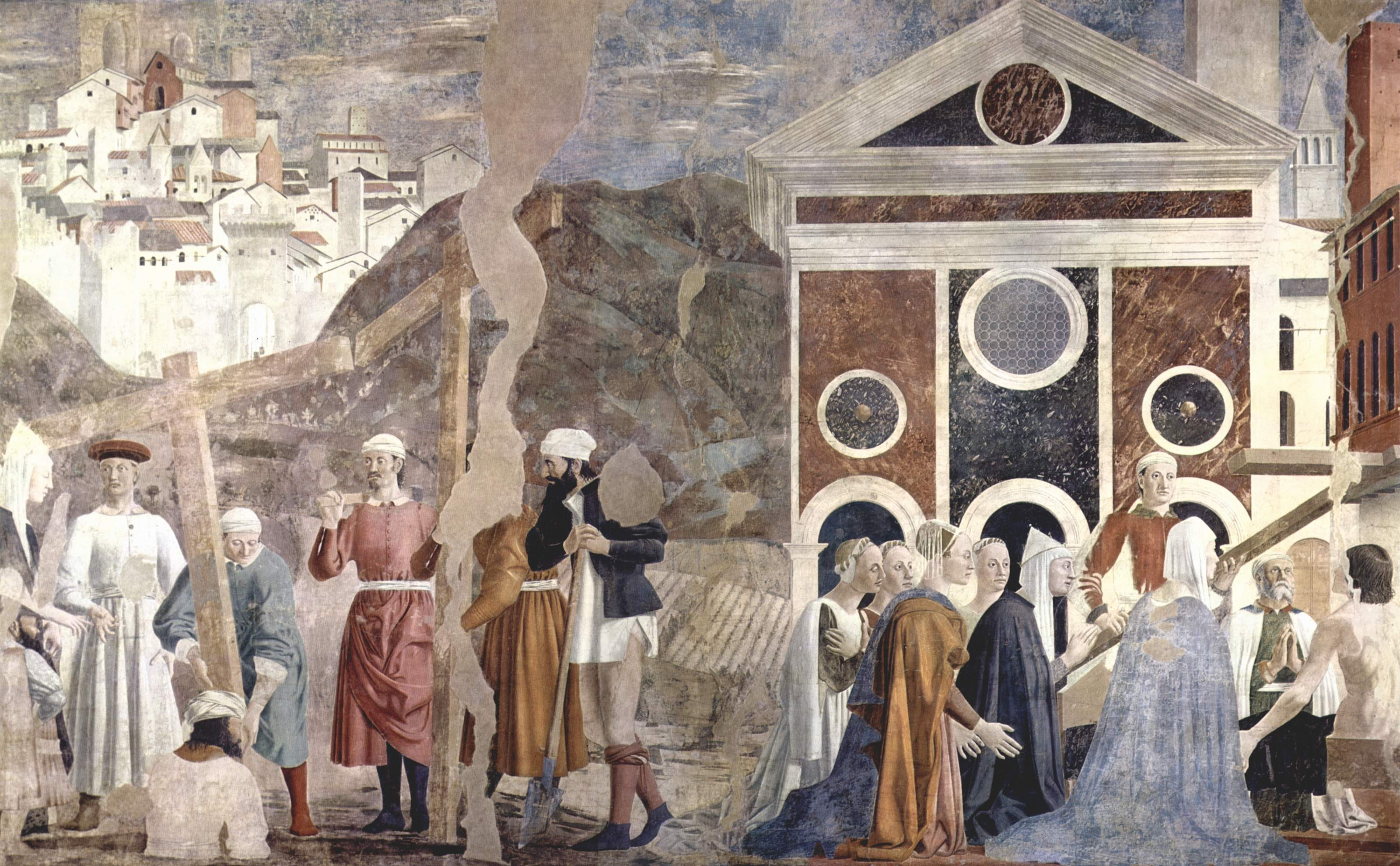
De Heilig Kruisvinding door Helena, Piero della Francesca, ca 1460, Arezzo

### Het kruis in de schilderkunst
Het lijdensverhaal van Christus wordt al vele eeuwen door kunstenaars op velerlei manieren weergegeven. Vrijwel alle christelijke kerken, kapellen en kloosters bezitten beelden, reliëfs, glas-in-loodramen, schilderijen, tekeningen en etsen met als thema: de kruisdraging, de val onder het kruis, de kruisoprichting, de kruisiging, het lijden en sterven van Christus aan het kruis en de kruisafneming. Tot aan de renaissance hadden slechts weinig kunstenaars de mogelijkheid om zich niet met deze thema's bezig te houden. Ook in de baroktijd en zelfs in de 19e en 20e eeuw lieten veel kunstenaars, met name in het katholieke Zuid-Europa en de Habsburgse landen, zich inspireren door het passieverhaal en de kruisdood van Jezus.

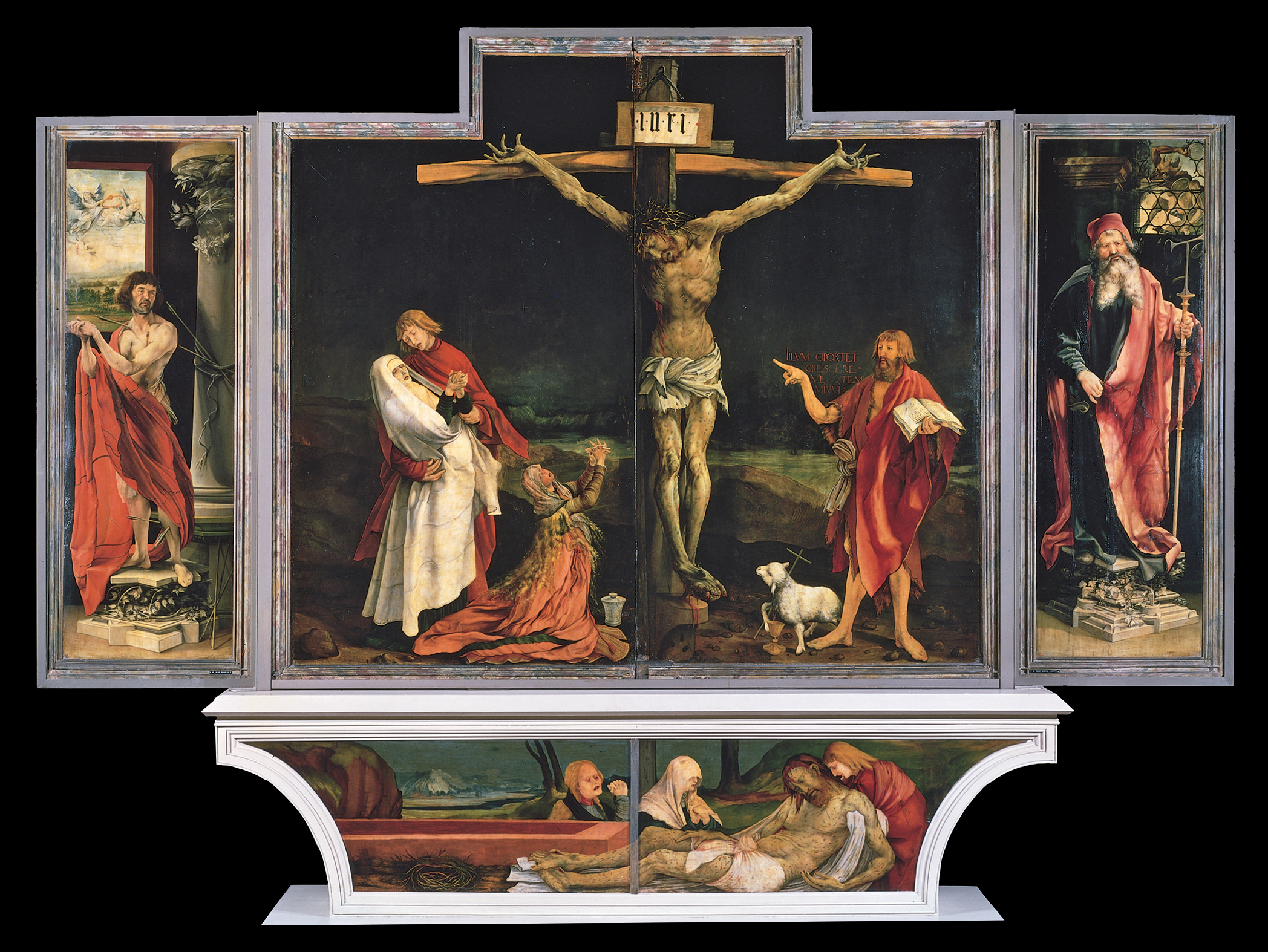
Grünewald: Isenheimaltaar
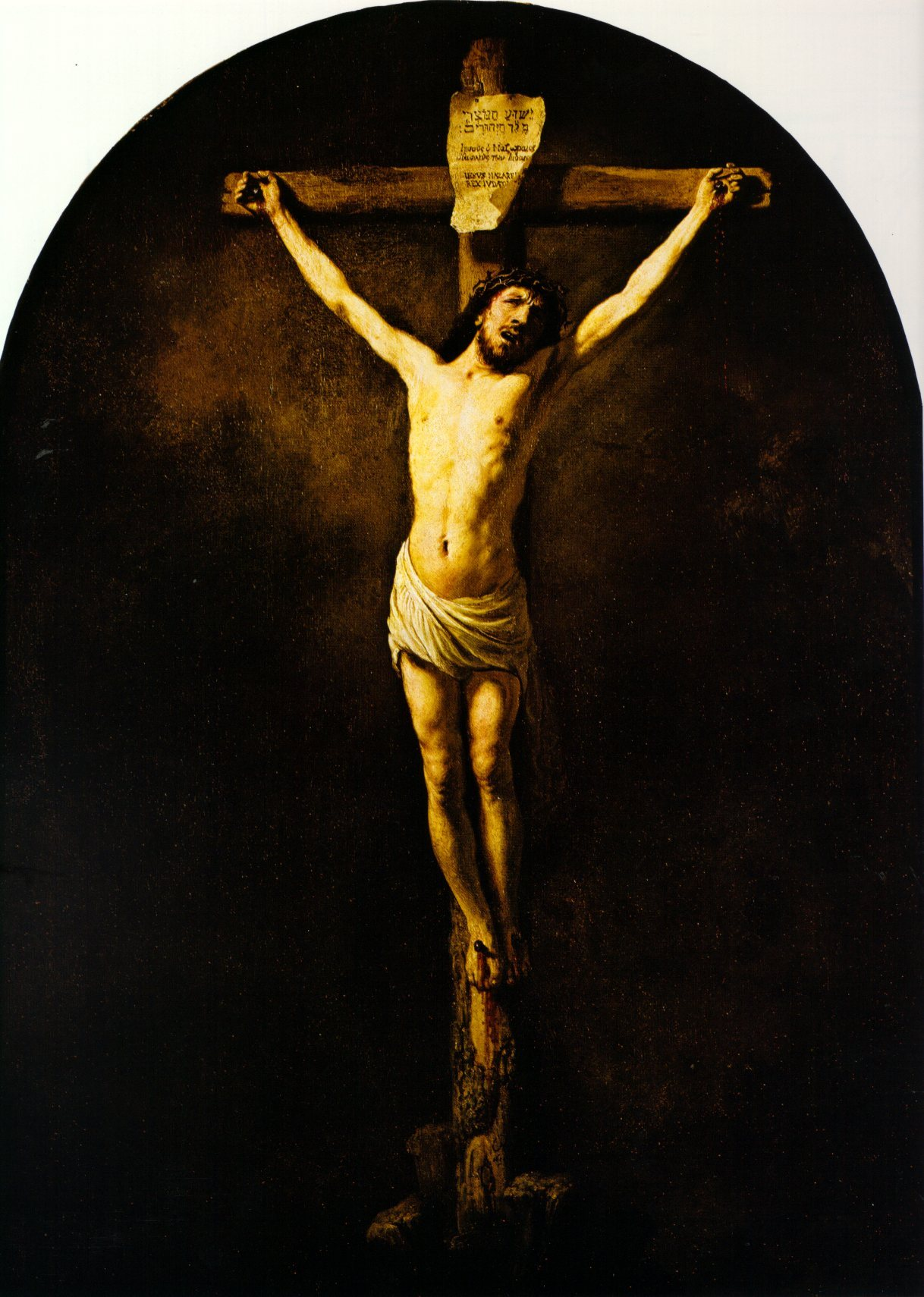
Rembrandt: Christus aan het kruis
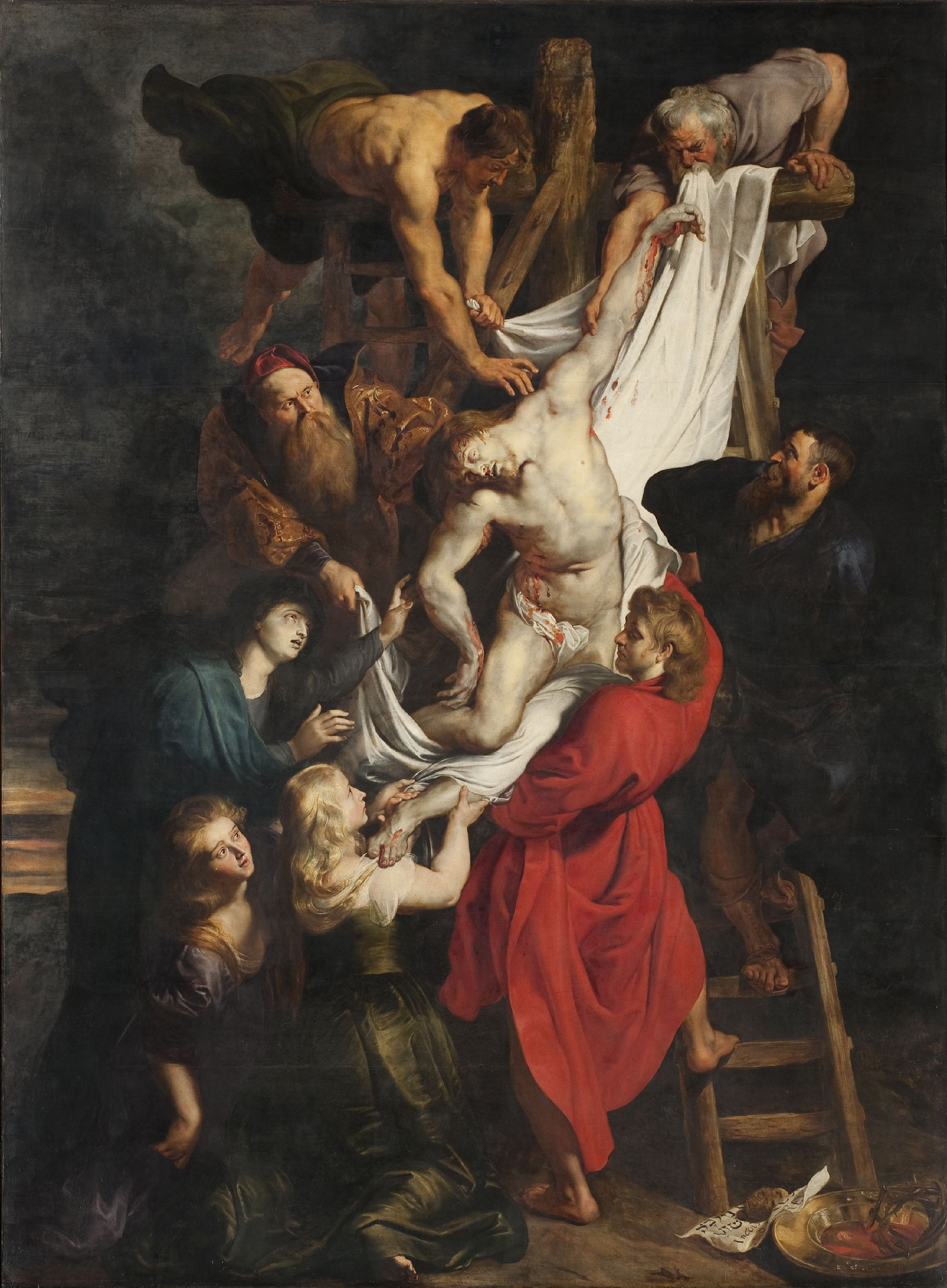
Rubens: De kruisafneming
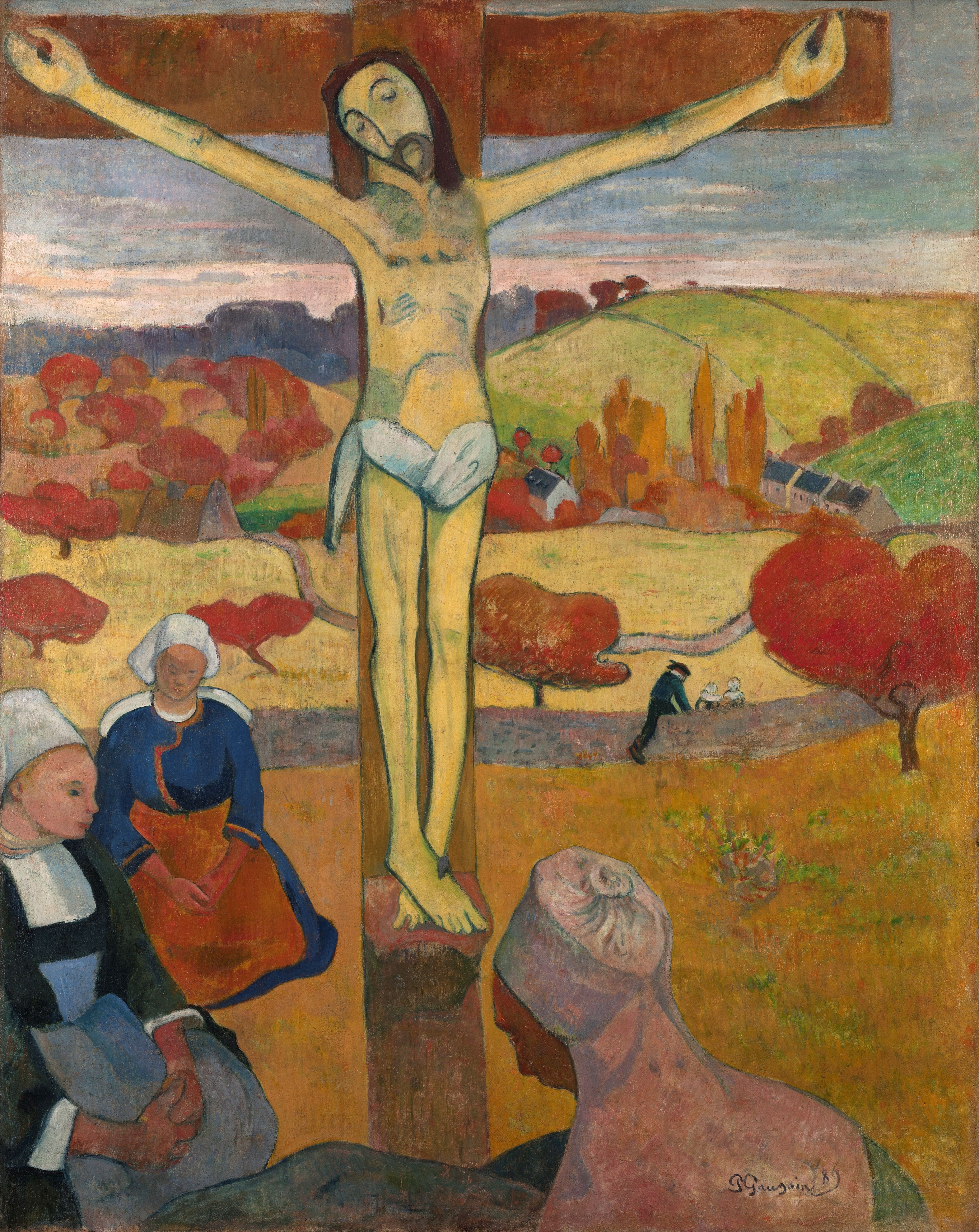
Gauguin: De gele Christus

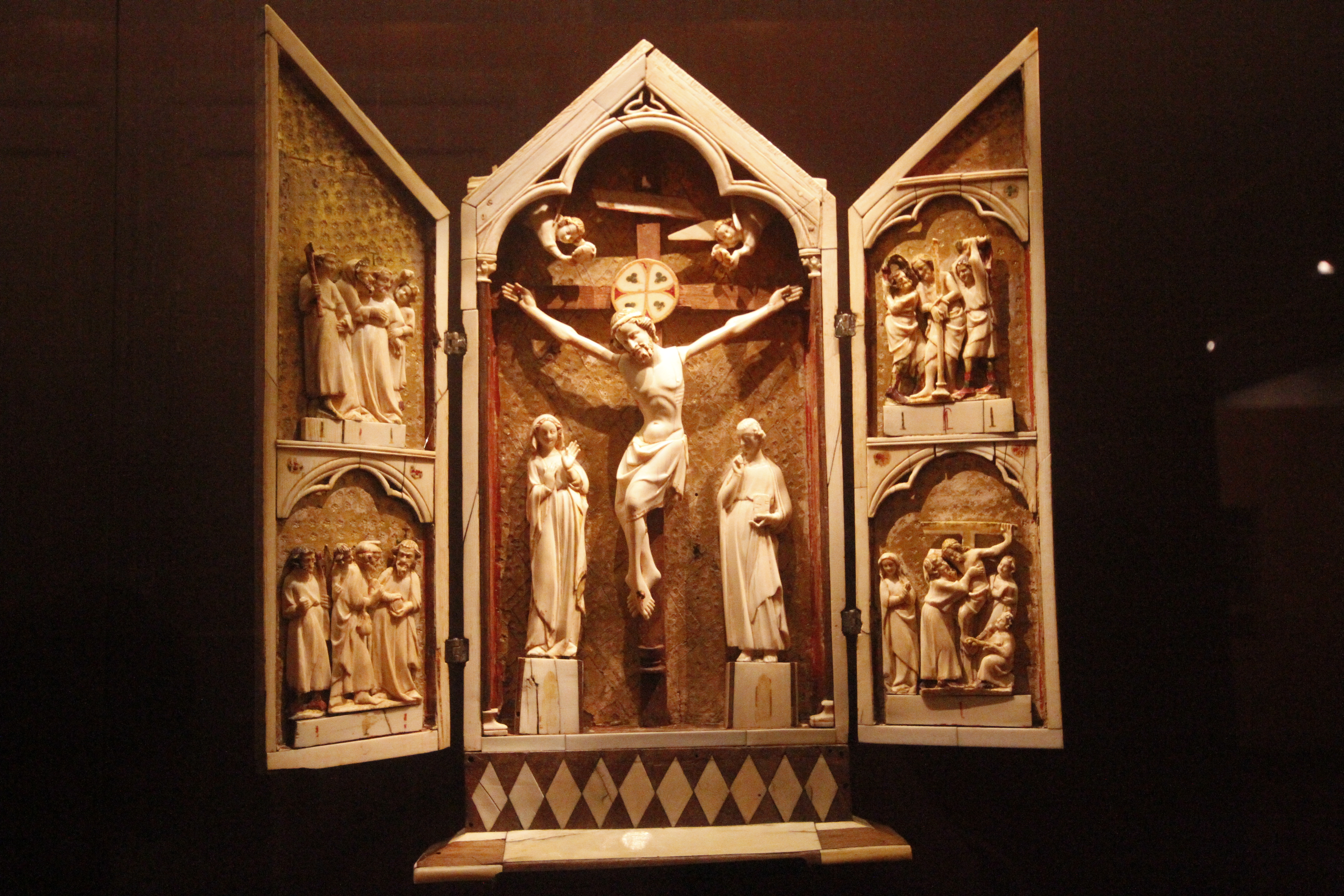
Ivoortriptiek met kruisigingsscène in het Calouste-Gulbenkian Museum in Lissabon

### Het kruis in de beeldhouwkunst

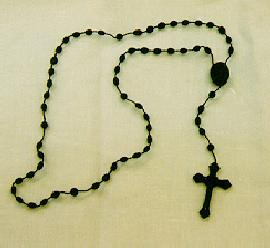
Rozenkrans met kruisje

In de meeste christelijke kerken zijn één of meerdere kruisbeelden te vinden. Indien een afbeelding van het lichaam van Jezus aan een kruisbeeld is bevestigd, spreekt men doorgaans van een crucifix (letterlijk: "gekruisigd"). In veel katholieke kerken hangt een groot triomfkruis op het snijpunt van het priesterkoor en de kruising, vrijwel boven het altaar. Bekend zijn de laatgotische passieretabels van Zuid-Nederlandse en Duitse beeldensnijders als Jan Borreman, Tilman Riemenschneider en Veit Stoss. Een populaire beeldengroep in de baroktijd was die van de calvariegroep. Ook sommige hedendaagse beeldhouwers laten zich door de vorm van het Latijnse kruis inspireren, soms met de bedoeling het kruis te ontdoen van zijn beladen betekenis.

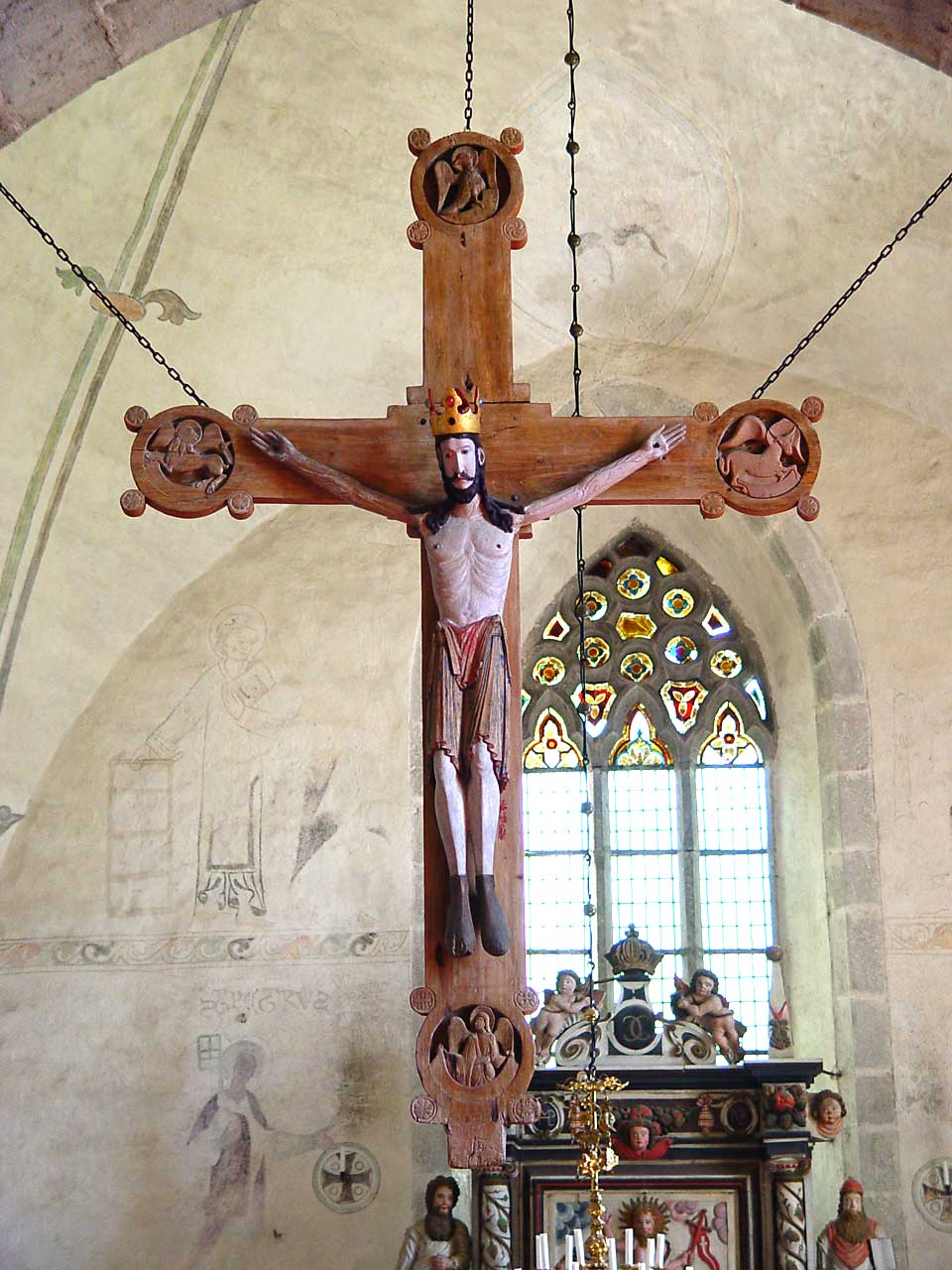
Triomfkruis, Gotland
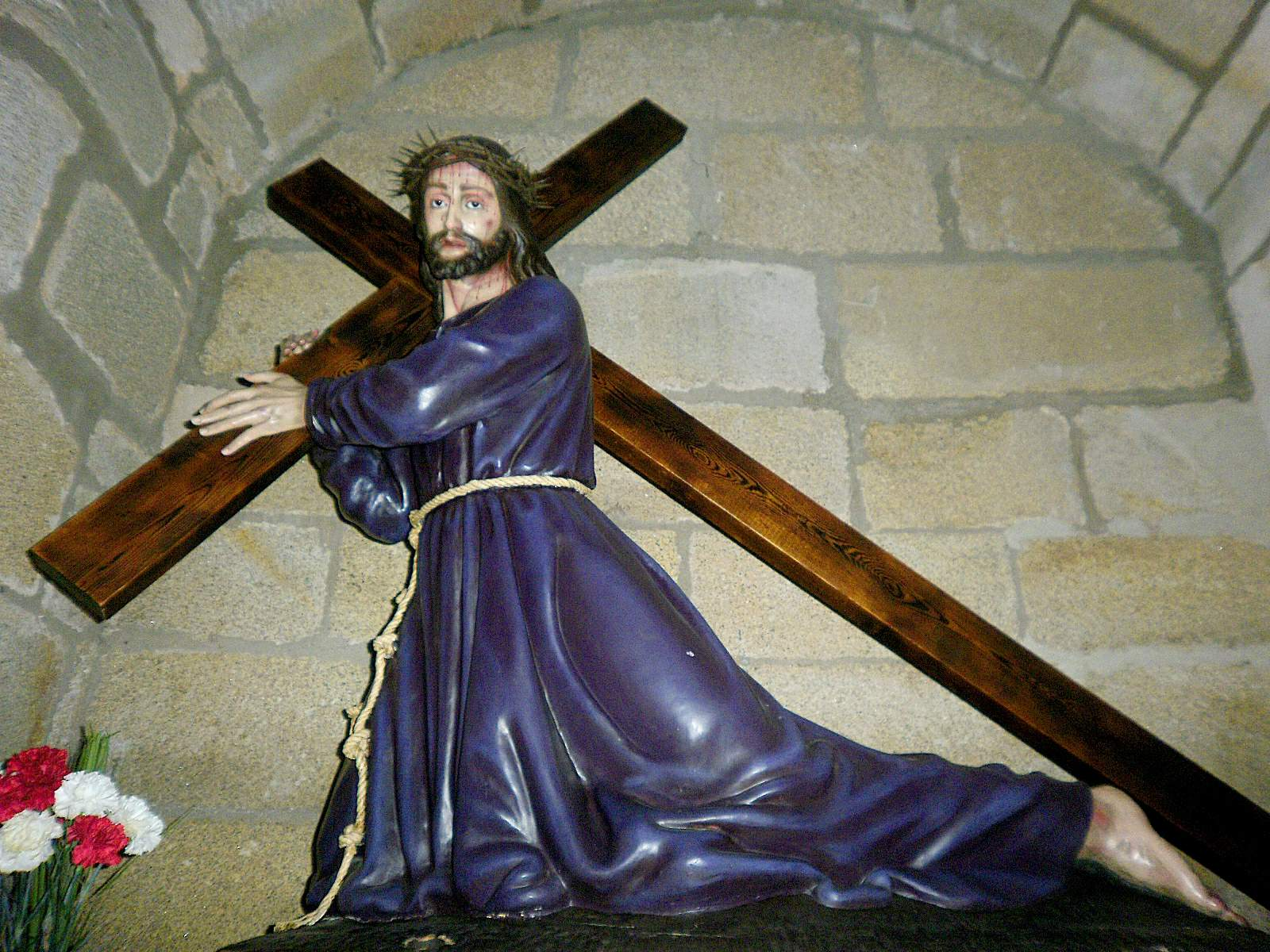
Kruisdraging, Cáceres
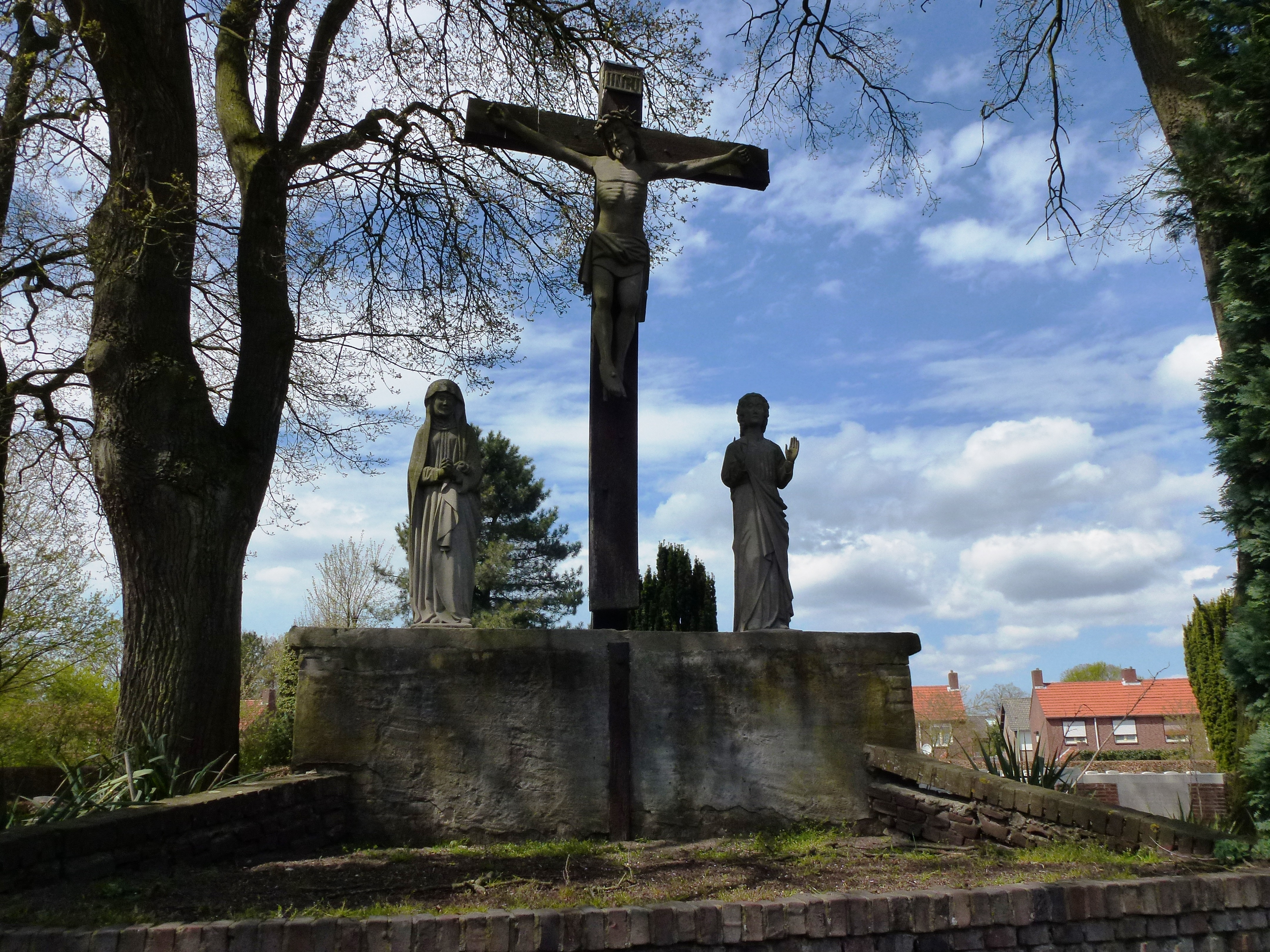
Calvariegroep, Milsbeek
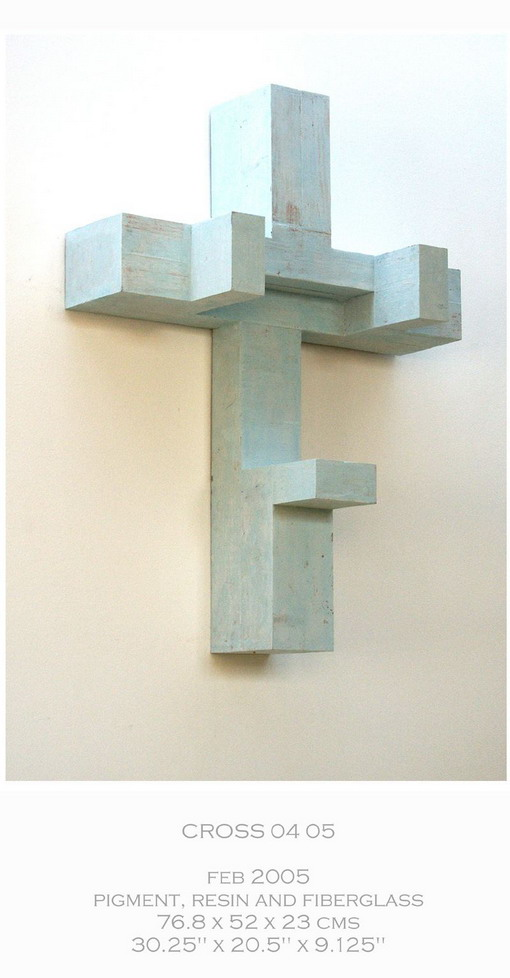
Keith Milow: Cross 04 05

### Hedendaagse toepassingen van het kruis
Ook heden ten dage is het kruis als herinneringsteken aan het lijden van Jezus te vinden in bijvoorbeeld kerken en kapellen. In rooms-katholieke kerken, kloosters, ziekenhuizen en andere instellingen - en vroeger ook in de meeste katholieke huiskamers - vindt men een crucifix, een kruisbeeld met een corpus, vaak met een door een priester gewijd palmtakje eraan bevestigd. In veel katholieke kerken is ook een kruisweg aanwezig, een serie schilderijen (soms beeldhouwwerken) die het passieverhaal van Jezus uitbeelden. Protestanten verkiezen doorgaans een afbeelding van het lege kruis, dat de opstanding van Christus symboliseert.
Behalve op kerktorens, plaatst men in katholieke landen soms een kruis op een hoge bergtop, zodat dit in de hele omgeving te zien is. Bekende voorbeelden daarvan zijn het kruis op de Zugspitze in de Zuid-Duitse Alpen, het millenniumkruis op de berg Vodno in Noord-Macedonië, het kruis op de Mont Royal in Montreal en het neonkruis op de Wilhelminatoren op de Valkenburgse Heunsberg. In België en in Nederlands Zuid-Limburg, maar ook in andere katholieke landen, ziet men op kruispunten van wegen vaak weg- of veldkruisen. Op christelijke begraafplaatsen zijn vaak houten of stenen grafmonumenten in de vorm van een kruis te vinden. Ook op christelijke grafzerken die een andere vorm hebben wordt meestal een kruis afgebeeld.
Kruisen worden ook verwerkt in sieraden, meestal als halssieraad aan een ketting (halskruisjes). Aan een rozenkrans is meestal een kruisje bevestigd. Religieuzen droegen vroeger vaak een kruis aan hun gordel; tegenwoordig wordt meestal volstaan met een kleine sierspeld in de vorm van een kruis op de kleding.
Ook in de heraldiek komen tientallen toepassingen van het christelijke kruis (en andere kruisen) voor: de zogenaamde heraldische kruisen. Bekend zijn de kruisen op de kleding van kruisvaarders en leden van geestelijke ridderorden. Sommige landen voeren het Latijnse kruis op hun nationale vlag.
Met een kruis kan worden aangegeven dat iemand overleden is. In een naamlijst zet men dan een kruisje achter de naam van overledenen. Een kruis is ook het symbool bij een overlijdensdatum, bijvoorbeeld †1962.
In de notatie van het schaakspel geeft een kruis aan dat een speler schaak staat. Om typografische redenen geeft men dan (en ook in het vorige geval) de voorkeur aan het Griekse kruis +, dat op ieder toetsenbord te vinden is.

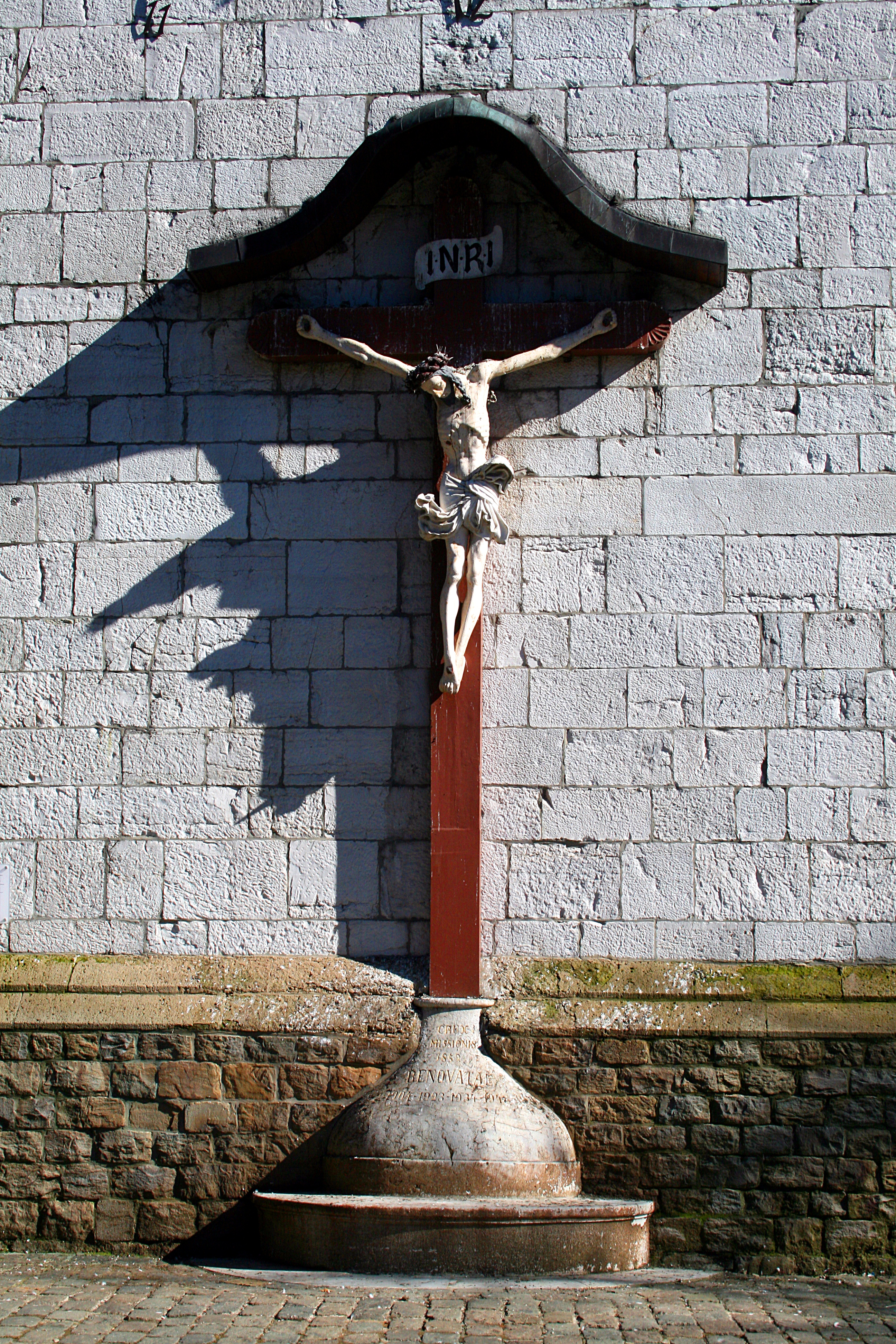
Wegkruis, Eupen
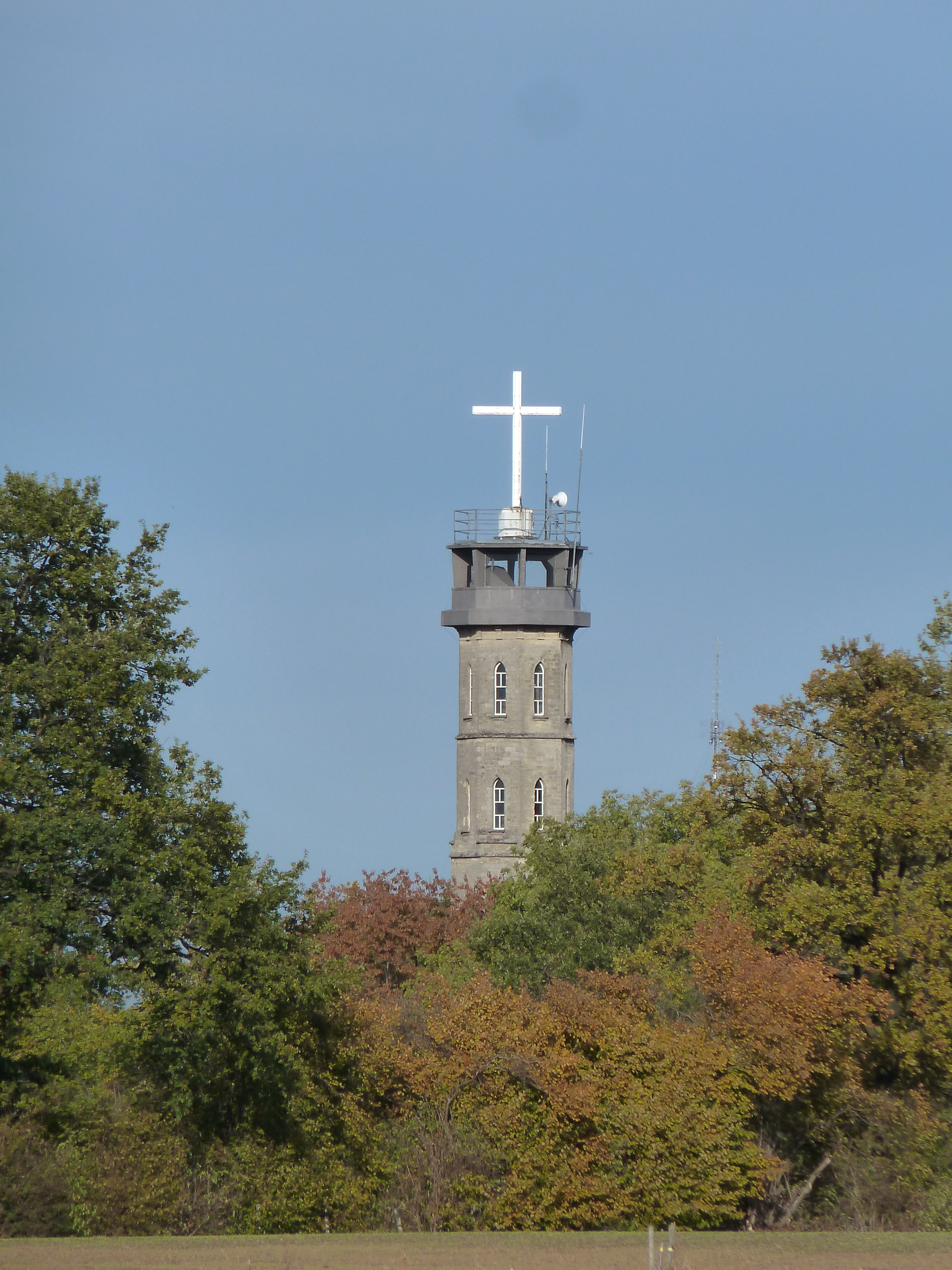
Wilhelminatoren, Valkenburg
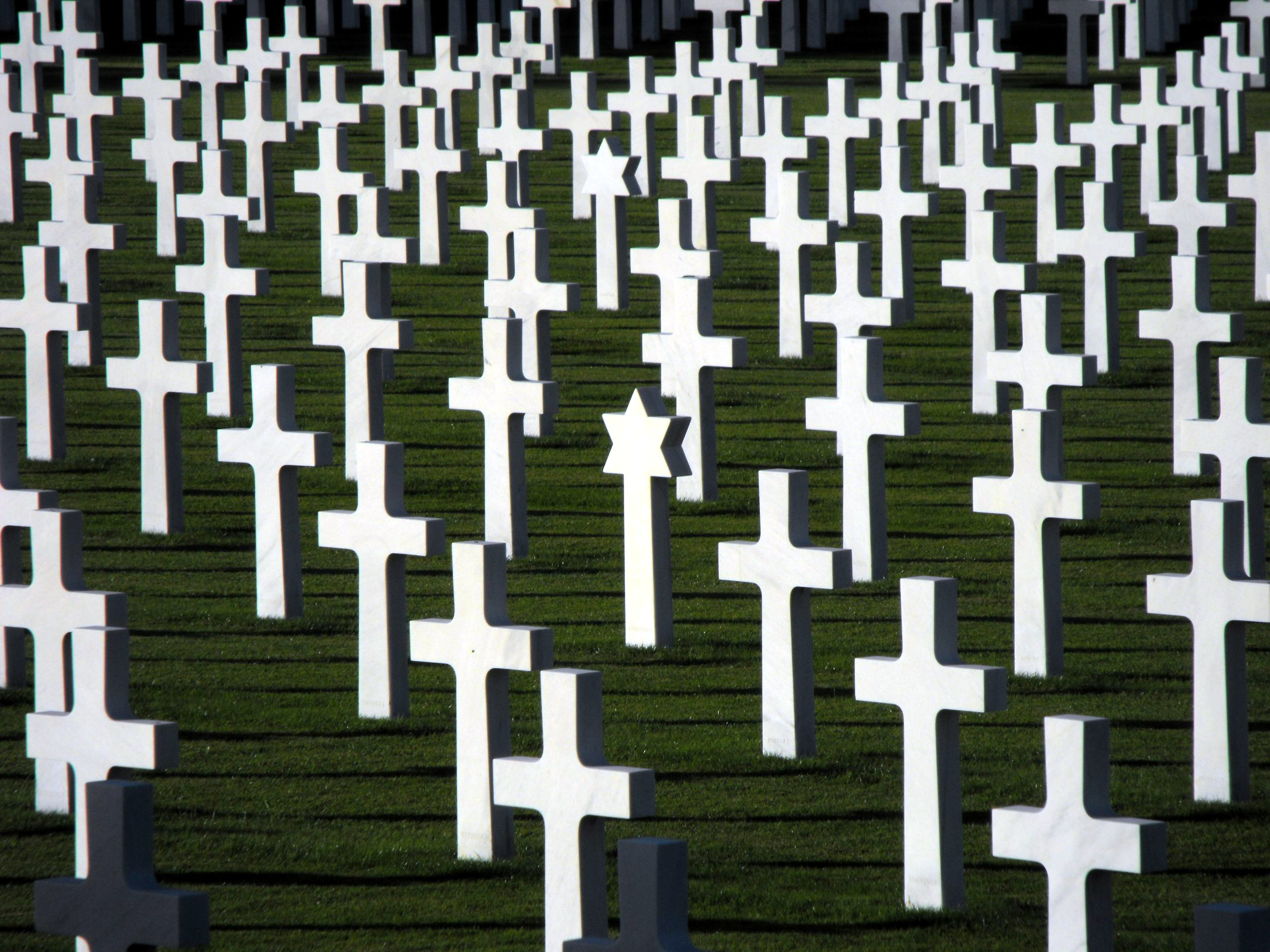
Oorlogskerkhof, Henri-Chapelle
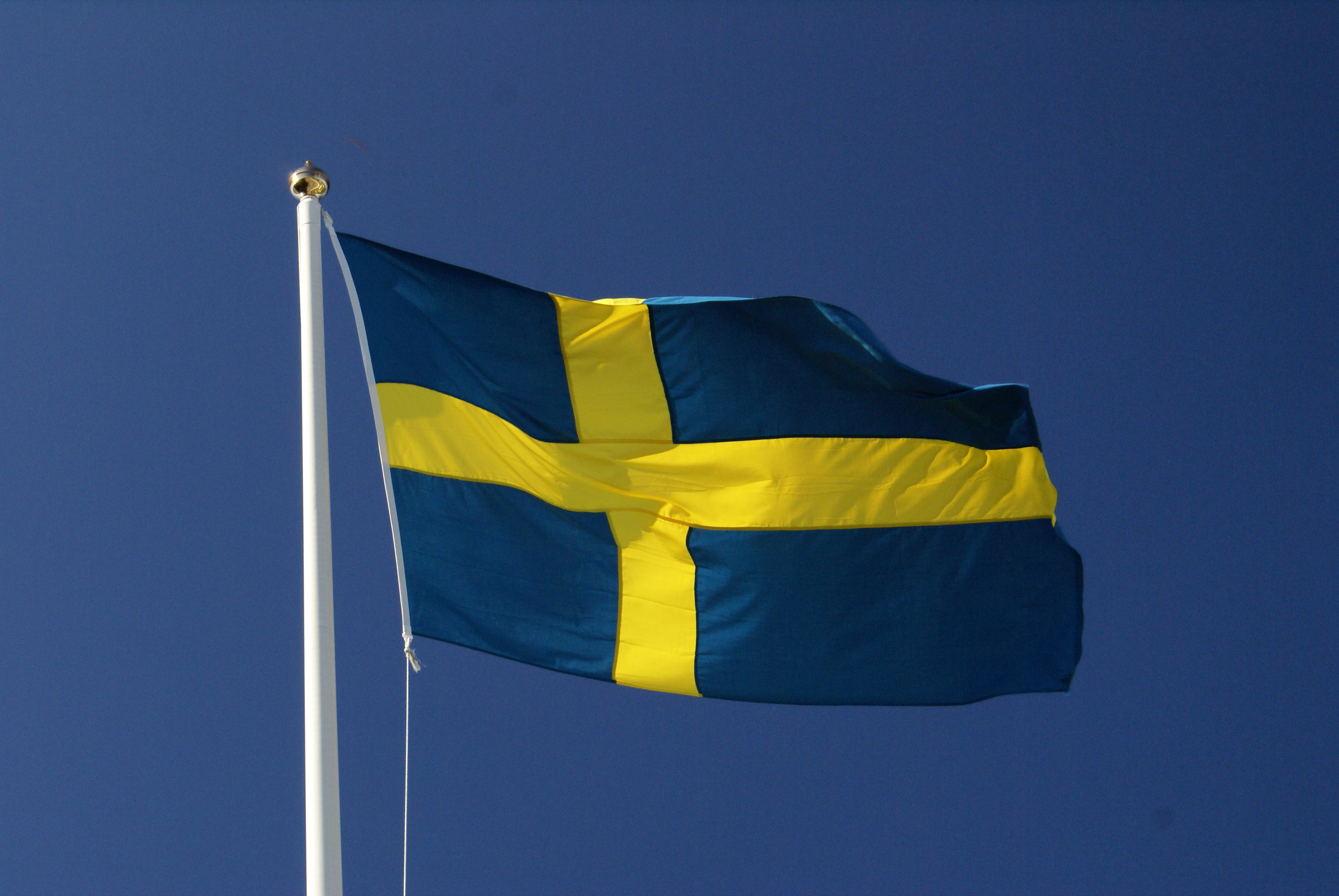
Zweedse vlag